# Na Terra a Mais de Mil
Na Terra a Mais de Mil é o segundo álbum da carreira solo do aclamado guitarrista baiano Pepeu Gomes. Foi lançado em 1979 pelo selo WEA.
Diferentemente do disco anterior, que é totalmente instrumental, neste Pepeu aparece cantando, com destaque para a música "Meu Coração", primeira faixa de trabalho usada para promover o disco e que foi incluída na trilha sonora da novela "Marina", exibida pela Rede Globo.

## Faixas
| Lado A |                         |                              |         |  |
| N.º    | Título                  | Compositor(es)               | Duração |  |
| 1.     | "A Terra a Mais de Mil" | Pepeu Gomes/Galvão           | 3:43    |  |
| 2.     | "Meu Coração"           | Pepeu Gomes / Gilberto Gil   | 4:11    |  |
| 3.     | "Arco-Íris"             | Luciano Alves / Pepeu Gomes  | 2:48    |  |
| 4.     | "Malacaxeta II"         | Pepeu Gomes / Caetano Veloso | 4:32    |  |
| 5.     | "No Batucar do Samba"   | Pepeu Gomes                  | 3:09    |  |
| 6.     | "Dos Harmônicos"        | Pepeu Gomes / Jorginho Gomes | 2:47    |  |

| Lado B |                      |                                   |         |  |
| N.º    | Título               | Compositor(es)                    | Duração |  |
| 7.     | "Dizem Por Aí"       | Pepeu Gomes / Galvão / Didi Gomes | 3:10    |  |
| 8.     | "Forró do Ano 2000"  | Pepeu Gomes / Baby do Brasil      | 2:42    |  |
| 9.     | "Swing Por Natureza" | Pepeu Gomes                       | 3:20    |  |
| 10.    | "Guitarra Cigana"    | Moraes Moreira / Pepeu Gomes      | 4:32    |  |
| 11.    | "Voz do Coração"     | Zeca Barreto / Patinhas           | 2:50    |  |
| 12.    | "Mirabay"            | Pepeu Gomes                       | 1:38    |  |